# Inga Jankauskaitė
Inga Jankauskaitė (ur. 10 stycznia 1981 w Kownie) – litewska aktorka teatralna i filmowa, piosenkarka, prezenterka telewizyjna i radiowa. 

## Życiorys

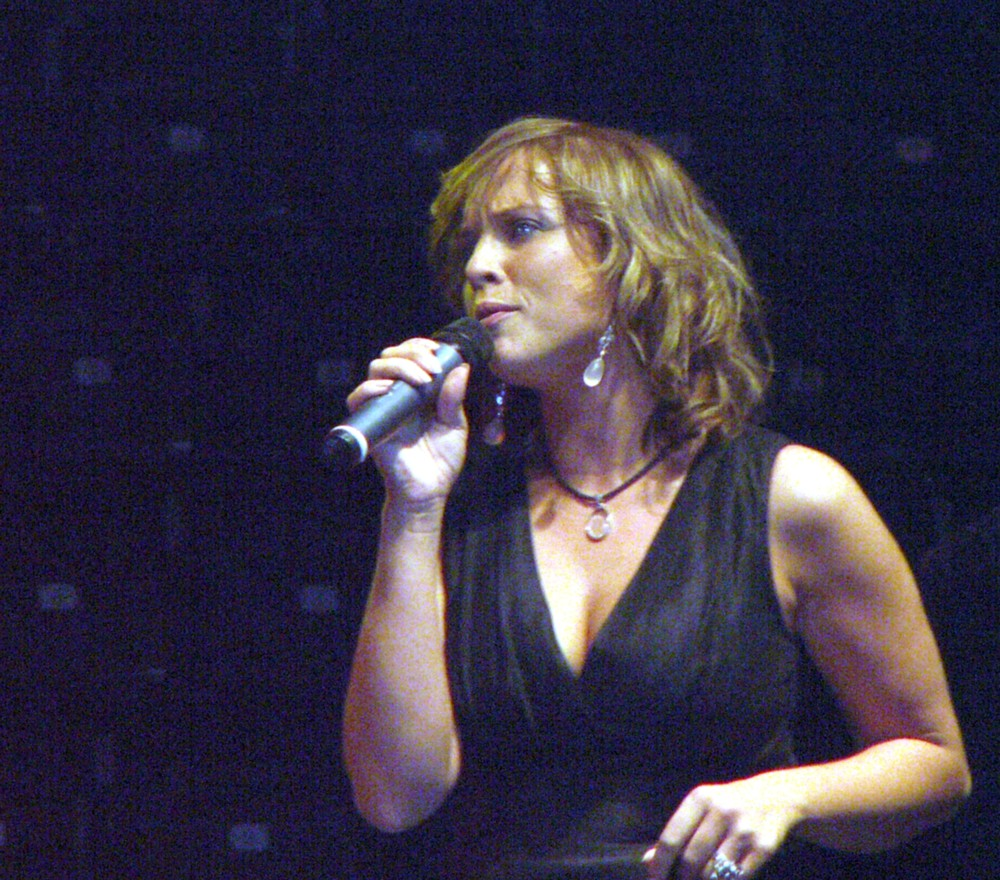
Inga Jankauskaitė, 2007

Jankauskaitė w latach 1996-1999 uczęszczała do Kauno Vinco Kudirkos progimnazija w Kownie, uczyła się też w szkole muzycznej Juozas Naujalis Music School w klasie fortepianu. W latach 1996–1999 występowała jako Dj radiowy w stacjach Kauno fonas i Ultra vires. W latach 1999–2002 i 2004-2005 studiowała w Litewskiej Akademii Muzyki i Teatru. Gra na fortepianie, śpiewa, mówi po angielsku i rosyjsku. Była też członkiem grupy muzycznej L+. 
Za rolę Marii Stuart magazyn Cosmopolitan uznał ją za kobietę roku 2006 (Metų aktorė 2006). W 2007 wzięła udział w telewizyjnym reality show Žvaigždžių duetai i zajęła drugie miejsce ze swoim partnerem, Česlovu Gabaliu. W 2007 razem z Wspólnie z Gabaliu wzięła udział w programie NML Čempionų taurės kovose, w którym pary wokalistów konkurowały ze sobą.  Występowała też w satyrycznym programie Dviračio šou, w 2008 razem z Algisem Ramanauskasem prowadziła programie telewizyjny Žvaigždžių duetai, a potem w latach 2009–2010 z Rolandu Vilkončiumiem. Była jurorem w 5 i 6 sezonie litewskiej edycji The Voice of Lithuania (Lietuvos balso). 
W 2010 była nominowana do Litewskiej Nagrody Filmowej i Telewizyjnej "Srebrny Żuraw" w kategorii najlepsza aktorka drugoplanowa za rolę w filmie Zero2.
Nagrała dwie płyty CD razem z Česlovu Gabaliu i Aurelijumi Globiu.

## Kampania społeczna
Inga Jankauskaitė raz z piosenkarzem Alanasem Chosnauem i koszykarzem Pauliusem Jankunasem, wzięła udział w kampanii społecznej Stok į policiją! mającej na celu zachęcenie młodych ludzi do pracy w policji. W 2007, kiedy rozpoczęto kampanię w litewskiej policji brakowało około 1000 policjantów na terenie całego kraju. Klipy były emitowane na kanałach Tango TV i TV3 a także były umieszczane na stronach internetowych departamentów policji.

## Życie prywatne
Pierwszym mężem Jankauskaitė był rzecznik prasowy firmy filmowej Gintaras Plytnikas, z którym ma syna Kostę (2002). 24 kwietnia 2010 wyszła za prawnika Mariusa Stračkaitisa, w 2011 urodziła bliźniaki - dziewczynkę i chłopca. Para mieszkała razem przez 6 lat. 

## Wybrane role

### Teatr
- 2001 jako Berta w King Kongo dukterys, reż. Jonas Vaitkus, Naujosios dramos akcija
- 2004 jako Marija Stiuart w Marija Stiuart, reż. Jonas Vaitkus, Litewski Narodowy Teatr Dramatyczny
- 2005 jako Liza w Demonai. Nelabieji. Apsėstieji. Kipšai, reż. J. Vaitkus, Litewski Narodowy Teatr Dramatyczny
- 2006 jako Rožė w Mažasis princas, reż. Saulius Mykolaitis, Litewski Narodowy Teatr Dramatyczny
- 2007 jako Džiuljeta w Meilė ir mirtis Veronoje, reż. Aidas Giniotis
- 2008 jako Odrė w Vilnius-Dakaras, reż. Kostas Smoriginas
- 2009 jako Dulsinėja w Žmogus iš La Mančos, reż. Adolfas Večerskis
- 2015 jako Karalienė Luizė w Karalienė Luizė, reż. Gytis Padegimas, Teatr Dramatyczny w Kłajpedzie

### Film
- 2004: Vienui vieni jako Partisan Albina Neifaltiene-Pusele
- 2007: Nekviesta meilė jako Meta Baronaite-Žviniene
- 2010: Zero 2 jako Lika
- 2013: Kaip pavogti žmoną
- 2017: Zero 3 jako Rima
- 2017: Trys Milijonai Euru jako Zivile

## Dyskografia
- 2008 - Pa Da Ba Da, Inga Jankauskaitė i Česlovas Gabalis
- 2010 - Romanso Improvizacija, Inga Jankauskaitė i Aurelijus Globys
- 2019 - Mano Vienintelis